# Jürgen Gremmelmaier
Jürgen Gremmelmaier (* 18. September 1961) ist ein deutscher Jurist und Leiter der Generalstaatsanwaltschaft Karlsruhe.

## Leben und Wirken
Gremmelmaier trat nach seinen beiden Juristischen Staatsexamina 1991 in den Dienst der baden-württembergischen Justiz. Seine ersten Verwendungen hatte er bei der Staatsanwaltschaft Mosbach und als Zivil- und Vormundschaftsrichter am Amtsgericht Pforzheim, bevor er 1992 in die Abteilung für organisierte Kriminalität an die Staatsanwaltschaft Karlsruhe wechselte. Nach der Erprobungsabordnung 2001 an die Generalstaatsanwaltschaft Karlsruhe wurde er bei der Staatsanwaltschaft Karlsruhe zum Gruppenleiter ernannt. Hier bearbeitete er ein Dezernat in der Staatsschutzabteilung und leitete die Vollstreckungsabteilung. 2004 wurde Gremmelmaier zum Oberstaatsanwalt ernannt und leitete als solcher die Abteilung für organisierte Kriminalität. 2005 wechselte er als ständiger Vertreter des Behördenleiters an die Staatsanwaltschaft Heidelberg, kehrte aber bereits 2007 nach Karlsruhe zurück, wurde hier zum Leitenden Oberstaatsanwalt und ständigen Vertreter des Behördenleiters bei der Generalstaatsanwaltschaft Karlsruhe ernannt. 2017 übernahm Gremmelmaier als Nachfolger von Gunter Spitz die Leitung der Staatsanwaltschaft Karlsruhe.
Seit Januar 2025 leitet Gremmelmaier als Nachfolger von Peter Häberle die Generalstaatsanwaltschaft Karlsruhe.